# Оле-Вјоти (Савона)
Оле-Вјоти је насеље у Италији у округу Савона, региону Лигурија.
Према процени из 2011. у насељу је живело 100 становника. Насеље се налази на надморској висини од 214 м.